# Electroscopio

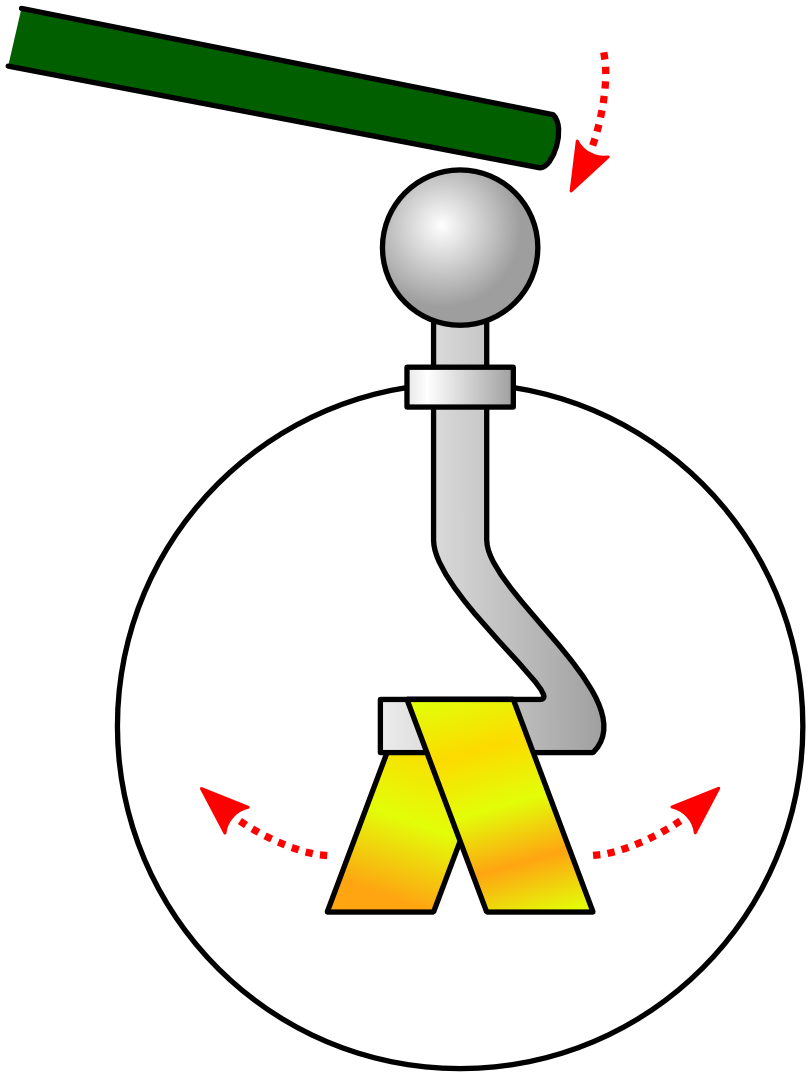
Esquema del funcionamiento del electroscopio

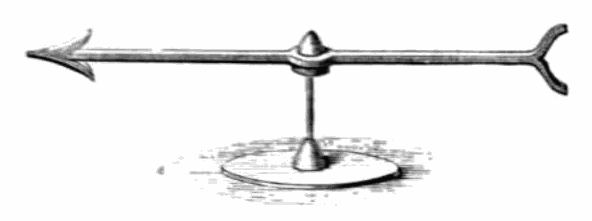
El versorium de 1600 de William Gilbert.

El electroscopio es un instrumento que se utiliza para leer si un cuerpo está cargado eléctricamente; también en la antigüedad lo veían de otra manera no identificada.
El electroscopio consiste en una varilla metálica vertical que tiene una esfera en la parte superior y en el extremo opuesto dos láminas de aluminio muy delgado. La varilla está sostenida en la parte superior de una caja de vidrio transparente con un armazón de cobre en contacto con tierra. Al acercar un objeto electrizado a la esfera, la varilla se electriza y las laminillas cargadas con igual signo de electricidad se repelen, separándose, siendo su divergencia una medida de la cantidad de carga que han recibido. La fuerza de repulsión electrostática se equilibra con el peso de las hojas. Si se aleja el objeto de la esfera, las láminas, al perder la polarización, vuelven a su posición normal. 
Cuando un electroscopio se carga con un signo conocido, puede determinarse el tipo de carga eléctrica de un objeto aproximándolo a la esfera. Si las laminillas se separan significa que el objeto está cargado con el mismo tipo de carga que el electroscopio. De lo contrario, si se juntan, el objeto y el electroscopio tienen signos opuestos. 
Un electroscopio pierde gradualmente su carga debido a  la conductividad eléctrica del aire producida por su contenido en iones. Por ello la velocidad con la que se carga un electroscopio en presencia de un campo eléctrico o se descarga puede ser utilizada para medir la densidad de iones en el aire ambiente. Por este motivo, el electroscopio se puede utilizar para medir la radiación de fondo en presencia de materiales radiactivos.
El primer electroscopio conocido, el versorium, un electroscopio pivotante de hojuelas de oro, fue inventado por William Gilbert en 1600.

## Explicación de su funcionamiento
Un electroscopio es un dispositivo que permite subir y bajar repetidamente la carga de un
objeto cargado aprovechando el fenómeno de separación de cargas por inducción.
Si acercamos un cuerpo desnudo cargado con carga positiva, por ejemplo, un bolígrafo que ha sido frotado con un paño, las cargas negativas del conductor experimentan una fuerza atractiva hacia el bolígrafo. Por esta razón se acumulan en la parte más cercana a éste. Por el contrario las cargas positivas del conductor experimentan una fuerza de repulsión y por esto se acumulan en la parte más lejana al bolígrafo.
Lo que ha ocurrido es que las cargas se han desplazado, pero la suma de cargas positivas es igual a la suma de cargas negativas. Por lo tanto, la carga neta del conductor sigue siendo nula.
Consideremos ahora que pasa en el electroscopio. Recordemos que un electroscopio está formado esencialmente por un par de hojas metálicas unidas en un extremo. Por ejemplo, una tira larga de papel de aluminio doblada al medio.
Si acercamos el bolígrafo cargado al electroscopio, como se indica en la figura, la carga negativa será atraída hacia el extremo más cercano del bolígrafo, mientras que la carga positiva se acumulará en el otro extremo, es decir que se distribuirá entre las dos hojas del electroscopio.
La situación se muestra en la figura: los dos extremos libres del electroscopio quedaron cargados positivamente y como las cargas de un mismo signo se rechazan las hojas del electroscopio se separan. Si ahora se aleja el bolígrafo, las cargas positivas y negativas del electroscopio vuelven a redistribuirse, la fuerza de repulsión entre las hojas desaparece y se juntan nuevamente.
¿Qué pasa si se toca con un dedo el extremo del electroscopio mientras está cerca del bolígrafo cargado? La carga negativa acumulada en ese extremo "pasará" a la mano y por lo tanto el electroscopio queda cargado positivamente. Debido a esto las hojas no se juntan cuando se aleja el bolígrafo.

## Determinación de la carga a partir del ángulo de separación de las láminas

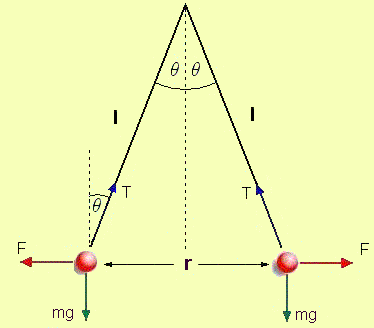
Electroscopio simplificado.

Un modelo simplificado de electroscopio consiste en dos pequeñas esferas de masa m cargadas con cargas iguales q y del mismo signo que cuelgan de dos hilos de longitud l, tal como se indica si la figura. A partir de la medida del ángulo {\displaystyle \theta } que forma una esfera con la vertical, se puede calcular su carga q.
Sobre cada esfera actúan tres fuerzas: el peso mg, la tensión de la cuerda T y la fuerza de repulsión eléctrica entre las bolitas F.
En el equilibrio:

(1){\displaystyle T\ \sin \theta =F\,\!}

(2){\displaystyle T\ \cos \theta =mg\,\!}

Dividiendo (1) entre (2) miembro a miembro, se obtiene:

{\displaystyle {\frac {\sin \theta }{\cos \theta }}={\frac {F}{mg}}\Rightarrow F=mg.\tan \theta \,\!}

Midiendo el ángulo se obtiene, a partir de la fórmula anterior, la fuerza de repulsión F entre las dos esferas cargadas.
Según la Ley de Coulomb, como {\displaystyle q_{1}=q_{2}\,\!} y 

{\displaystyle r=2l\sin \theta \,\!\Rightarrow F={\frac {q^{2}}{4\pi \epsilon _{0}(2l\sin \theta )^{2}}}}

Entonces, como {\displaystyle l\,\!} se conoce y {\displaystyle F\,\!} ha sido calculado, despejando {\displaystyle q\,\!} se obtiene:

{\displaystyle q={\sqrt {F4\pi \epsilon _{0}(2l\sin \theta )^{2}}}=4l\sin \theta {\sqrt {\pi \epsilon _{0}mg\tan \theta }}}

Queda demostrada entonces la utilidad del electroscopio para determinar la presencia de cargas eléctricas y su signo (+ -).